# Ludus latrunculorum
Ludus latrunculorum, literalmente «el juego de los ladrones», también conocido simplemente como latrunculi o latrones (de latrunculus, diminutivo de latro: mercenario o salteador de caminos) es un juego de tablero practicado por los romanos. Se dice que era similar a las damas o al ajedrez, porque es también un juego de tácticas militares.

## Historia

### Damas egipcias

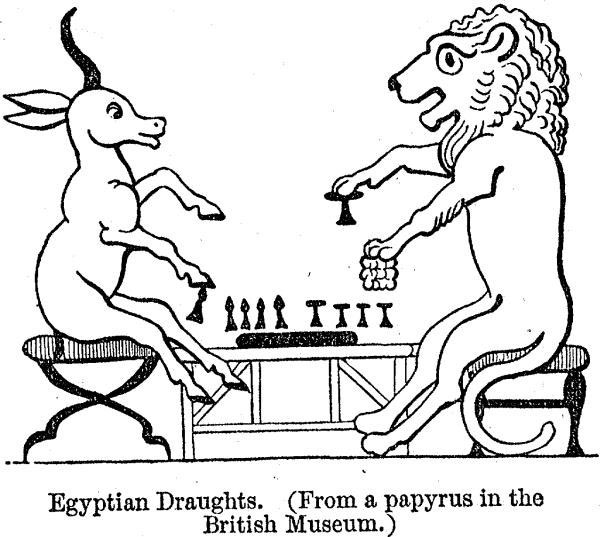
"Juego de Damas egipcio" Reproducción de un papiro en el British Museum, según ilustración del Dictionary of Greek and Roman Antiquities de William Smith

La existencia de juegos de estrategia de tablero ha sido documentada en numerosas ocasiones desde el Antiguo Egipto. Platón atribuía la invención de estos juegos a Toth, el Hermes egipcio. Además de numerosas ilustraciones que representan tal juego, se han encontrado piezas de damas en el interior de antiguas tumbas. En el British Museum se encuentran piezas como un juego de damas, con las piezas talladas en forma de cabeza de león; o piezas de cristal, un material especialmente apreciado por los romanos, de dos tamaños distintos, como pertenecientes a un juego en el que hubiera de hacer distinción entre "soldados" y "oficiales".
La ilustración, procedente de un papiro localizado en el Museo Británico, representa un juego de damas entre un león y un antílope. Cada uno juega con cinco figuras, distinguidas no por color sino por forma: el león ha ganado, y sostiene en su garra izquierda el monedero de las apuestas.

### Petteia

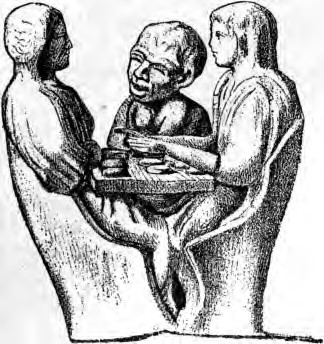
Griegos jugando al petteia. Ilustración del libro de 1887 de Wilhelm Richter Los juegos de los griegos y de los romanos

Se cree que el juego latrunculi deriva de un juego griego anterior, conocido como petteia, pessoí, psêphoi, o pente grammaí, del que se tienen referencias desde la época de Homero.

Allí (Penélope) encontró a los nobles visitantes sentados sobre las pieles del ganado que habían abatido y devorado, y jugaban a las damas frente a la casa.
Homero, la Odisea 1.107

La primera mención al latrunculi por parte romana aparece en un texto de  Marco Terencio Varrón (116 a. C.-27 a. C.), en el décimo tomo de su De Lingua Latina («sobre la lengua latina»), donde menciona el juego de pasada, comparando la cuadrícula donde se juega con la utilizada para mostrar las declinaciones latinas. En el Laus Pisonis aparece una descripción detallada de una partida de latrunculi, y aparecen alusiones al juego en obras de escritores como Marco Valerio Marcial u Ovidio.[cita requerida] La última mención al latrunculi que nos llega del periodo romano se encuentra en las Saturnales de Macrobio.
Durante mucho tiempo, se creyó que el decimoctavo libro de las Etimologías de Isidoro de Sevilla contenía una referencia al latrunculi. Investigaciones posteriores demostraron que esto era poco probable.

### Hnefatafl
El hnefatafl es un juego de mesa que pertenece a la familia de los juegos tafl, antiguos juegos de mesa germánicos que se practicaban sobre una tabla cuadriculada y que son probables descendientes del Ludus latrunculorum. La palabra tafl (pronunciada tapl) significa mesa o tablero en nórdico antiguo, pero actualmente es la palabra para ajedrez en islandés moderno.

### Ajedrez
Cuando el ajedrez llegó a Alemania, los términos "ajedrez" y "jaque" (de origen persa) entraron en el idioma alemán como Schach. Pero Schach ya existía como palabra nativa alemana con el significado de "robo". Como resultado, ludus latrunculorum fue utilizado a menudo en latín medieval para designar al ajedrez.

## Reglas del juego

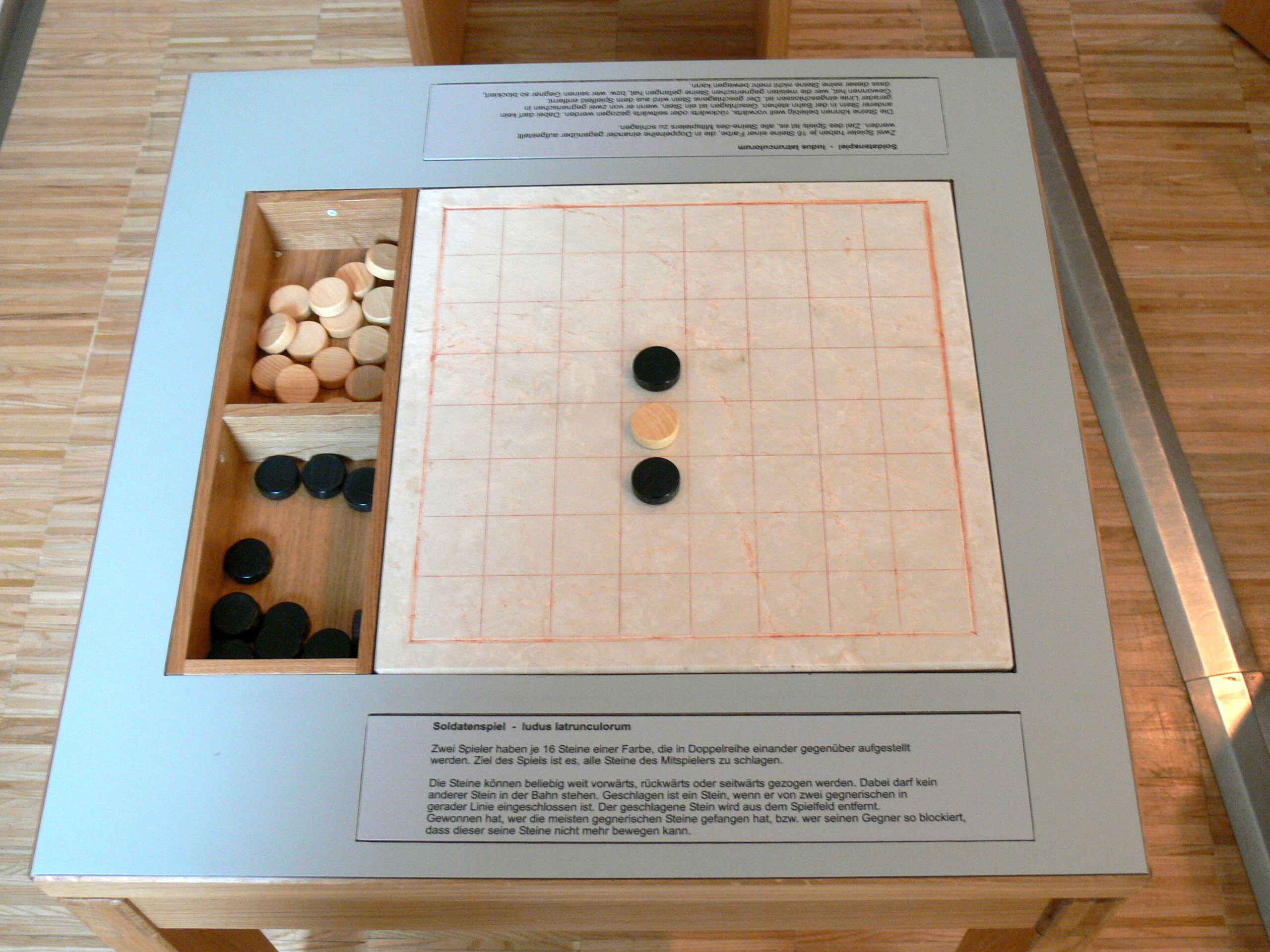
Recreación moderna del Ludus latrunculorum

### Tamaño del tablero
Dado que en las excavaciones arqueológicas, es generalmente complicado decidir para qué juego se utilizaba un determinado tablero, es asimismo complicado determinar el tamaño del tablero sobre el que se jugaba a latrunculi. R. C. Bell, en 1960, mencionaba que los tableros de 7x8, 8x8, y 9x10 casillas eran comunes en la Britania romana. W. J. Kowalski hace referencia al "Juego de Stanway", un hallazgo arqueológico de 1996 en Stanway, Essex, y opina que el juego se desarrollaba sobre un tablero de 8x12 casillas, del mismo tamaño que el tablero que fuera utilizado un millar de años después para el Läuferspiel.  Más tarde Kowalski admitió la posibilidad de que también se jugara sobre un tablero de 10x11 casillas.

### Reglas conjeturadas por Bell
1. Utilizando un tablero 8×7 (o presumiblemente 8×8) cada jugador dispone de 17 piezas, una azul, el resto blancas o negras. Las piezas blancas y negras se colocan de dos en dos, en turnos alternativos de juego, en cualquier sitio del tablero. Durante esta primera fase no se efectúan capturas.
2. Una vez posicionadas las 32 piezas, cada jugador añade una pieza azul, el dux.
3. Las piezas se mueven hacia adelante o hacia atrás, un cuadrado al tiempo. No se permiten desplazamientos en diagonal.
4. Una pieza es capturada cuando el oponente la envuelve ortogonalmente entre dos piezas enemigas, o entre una pieza enemiga y una casilla de la esquina (pero no borde) del tablero. El dux es capturado como cualquier otra pieza. Cualquier pieza que capture a otra gana inmediatamente un segundo movimiento.
5. El dux puede moverse igual que el resto de las piezas, o saltar sobre una pieza enemiga que se encuentre en una casilla adyacente. La pieza que es saltada no resulta capturada por el movimiento. Sin embargo, el movimiento puede resultar en la captura de otra pieza como consecuencia.
6. Si una pieza se mueve voluntariamente entre dos piezas enemigas, no es capturada.
7. El jugador que pierda todas sus piezas pierde el juego. Si aún quedan piezas en el trigésimo movimiento, el juego finaliza, y el jugador con mayor número de piezas sobre el tablero, gana.

### Reglas conjeturadas por Kowalski
1. El tablero tiene ocho filas y doce columnas. Cada jugador dispone de doce hombres y un dux, negros a un lado del tablero y blancos al otro. En la disposición inicial, los hombres ocupan la primera fila, y el dux la segunda, en la casilla justo a la derecha de la línea central (desde el punto de vista de cada jugador). En el tablero de diez casillas por once, el dux comienza en el centro de la línea trasera, flanqueado por cinco hombres a cada lado. El negro mueve primero.
2. Cada pieza puede mover cualquier distancia siempre que no encuentre obstrucciones, a lo largo de una fila o columna (como la torre en el ajedrez).
3. Un hombre es capturado si el enemigo coloca una pieza adyacente al mismo, a cada lado, en una línea ortogonal. Pueden ser capturados juntos varios hombres en línea (Kowalski desestimó más tarde esta conjetura).
4. Si una pieza se mueve voluntariamente entre dos piezas enemigas, no es capturada, pero el jugador que mueva así la pieza debe indicarlo, para evitar disputas posteriores.
5. Un hombre en un rincón es capturado si el oponente sitúa a sus hombres en los dos cuadrados adyacentes a ese rincón.
6. No se permite repetir secuencias de movimientos: si la misma posición se repite tres veces, moviendo el mismo jugador, éste debe variar su ataque.
7. El dux no puede ser capturado. Es inmovilizado si se ve bloqueado en sus cuatro flancos. Un jugador que inmoviliza al dux enemigo gana el juego, incluso si alguna obstrucción es debida a sus propios hombres. Si llega un punto en que es imposible inmovilizar a alguno de los dos dux, el jugador que tiene más hombres en el tablero gana. (Kowalski modificó posteriormente esta conjetura para indicar que el juego continúa hasta que un jugador no puede mover ninguna pieza, momento en que pierde.)

### Reglas de juego alemanas
Estas son las reglas del conjunto de museos alemanes que se muestra arriba:
1. Dos jugadores tienen dieciséis piezas cada uno, que están dispuestos en dos filas enfrentadas. El objetivo del juego es capturar todas las piezas del oponente.
2. Las piezas se mueven ortogonalmente cualquier distancia no obstruida. Una pieza se captura cuando se atrapa entre dos piezas opuestas en cuadrados adyacentes en un rango o archivo. La pieza capturada se retira del tablero. La victoria es capturando más piezas que el oponente de uno, o haciendo dobladillo en las piezas del oponente para que el movimiento sea imposible.

### General
- The Doctor's Game El Dr. Ulrich Schädler argumenta que el "Juego de Stanway" no era un latrunculi, ni se jugaba en un tablero de 8x12.